# První hodnotící zpráva IPCC
První hodnotící zpráva IPCC (The First Assessment Report) je dokument Mezivládního panelu pro změnu klimatu, který byl dokončen v roce 1990.
Zpráva posloužila jako podklad pro vznik Rámcové úmluvy OSN o změně klimatu. Skládá se ze 3 hlavních částí odpovídajících třem odborným pracovním skupinám:
- Pracovní skupina I: Vědecké zhodnocení změny klimatu, editoři J.T. Houghton, G.J. Jenkins a J.J. Ephraums
- Pracovní skupina II: Dopady změny klimatu, editoři W.J.McG. Tegart, G.W. Sheldon a D.C. Griffiths
- Pracovní skupina III: The IPCC Response Strategies